# Stichwort (Dokumentation)
Ein Stichwort ist in der Dokumentation ein Wort, das der inhaltlichen Erschließung eines Dokumentes dient. Vom Standpunkt des Suchenden aus ist es der Suchbegriff.

## Stichwort und Schlagwort
In vielen Fällen sind Stichwort und Schlagwort identisch, sodass die unterschiedlichen Begriffe oft verwechselt werden:

Im Gegensatz zu Schlagwörtern (Deskriptoren) stammen Stichwörter nicht aus einem kontrollierten Vokabular, also einer Auswahl von Wörtern mit deskriptiv orientierter Zusammenstellung, sondern werden direkt dem Dokument oder dessen Titel entnommen oder vom Suchenden gewählt. Die Stichwörter spiegeln also die Wortwahl des Autors beziehungsweise des Suchenden wider, nicht die der Dokumentation.
Bei wissenschaftlicher Literatur, die selbst einen relativ streng begrenzten Fachwortschatz benutzt, ist die dokumentarische Erschließung durch Schlagwörter in der Regel relativ gut möglich. Die Allgemeinsprache aber verwendet zahlreiche mehrdeutige Wörter, wobei entweder mehrere Wörter für ein und denselben Begriff stehen (Synonymie), oder ein Wort für mehrere Begriffe (Polysemie) – die Verschlagwortung solcher Texte ist relativ aufwendig. Dasselbe trifft auch dann zu, wenn verschiedene Fachsprachen und ihre Spezifika gemeinsam erfasst werden.

## Stichwortverzeichnis
Register, die eine Liste von den Themen eines Buches mit Verweisen auf entsprechende Textstellen enthalten, werden als Stichwortverzeichnisse bezeichnet. Allerdings handelt es sich dabei in vielen Fällen eher um Schlagwortverzeichnisse, da auch Ausdrücke, die nicht wörtlich im Text vorkommen, aufgenommen werden können. Für die Recherche wurden früher von Bibliothekaren und Dokumentaren Stichwortkataloge angelegt.
Inzwischen können Stichwörter mittels Volltextindexierung automatisch aus einem Text extrahiert und suchbar gemacht werden.